# The Silver Spoons
The Silver Spoons je česká, anglicky zpívající indie rocková kapela původem z Loun, nyní sídlící v Praze. Kapela vyčnívá osobitým, vysoce energickým projevem, který v kombinaci s tanečními melodiemi a šmrncovními kytarovými riffy dobije každé publikum.

## Historie
Na konci roku 2018 vydali písničku "He's Got My Money Now", kterou nahráli v Los Angeles s českým producentem Jonnym Andělem a  Danny Saberem, který produkoval Rolling Stones, Davida Bowieho či U2. Písničku doprovází klip, v němž se ujal hlavní role Richard Genzer.
Po vydání se single stal instantním hitem v hitparádě na Evropě 2  a dokonce zazněla ve filmu Po čem muži touží s Jiřím Langmajerem a Táňou Pauhofovou v hlavních rolích. 
V roce 2019 vyhráli Objev Roku 2018 v anketě Žebřík (IREPORT MUSIC AWARDS) a zároveň byli nominováni jako Objev Roku v Hudebních cenách Evropy 2. V roce 2022 vyšlo jejich debutové album "COME AND GET IT", které rovněž produkoval Jonny Anděl spolu s dalšími českými producenty. V roce 2025 vydali svou druhou desku s názvem ''GroundBreaking Senses''.

## Členové kapely
současné členové
- Augustine Dunn – zpěv, kytara
- Jan Janíček – baskytara
- Jaroslav Janda – kytara
- Štěpán Bína – bicí
- Dimitrije Maksimovic – klávesy

## Ocenění
- 2019 – 1. místo v Hudebních cenách Žebřík za rok 2018 za Objev Roku
- 2019 – nominováni jako Objev Roku v Hudebních cenách Evropy 2
- 2020 – nominováni jako Kapela Roku v Hudebních cenách Evropy 2

### Reference

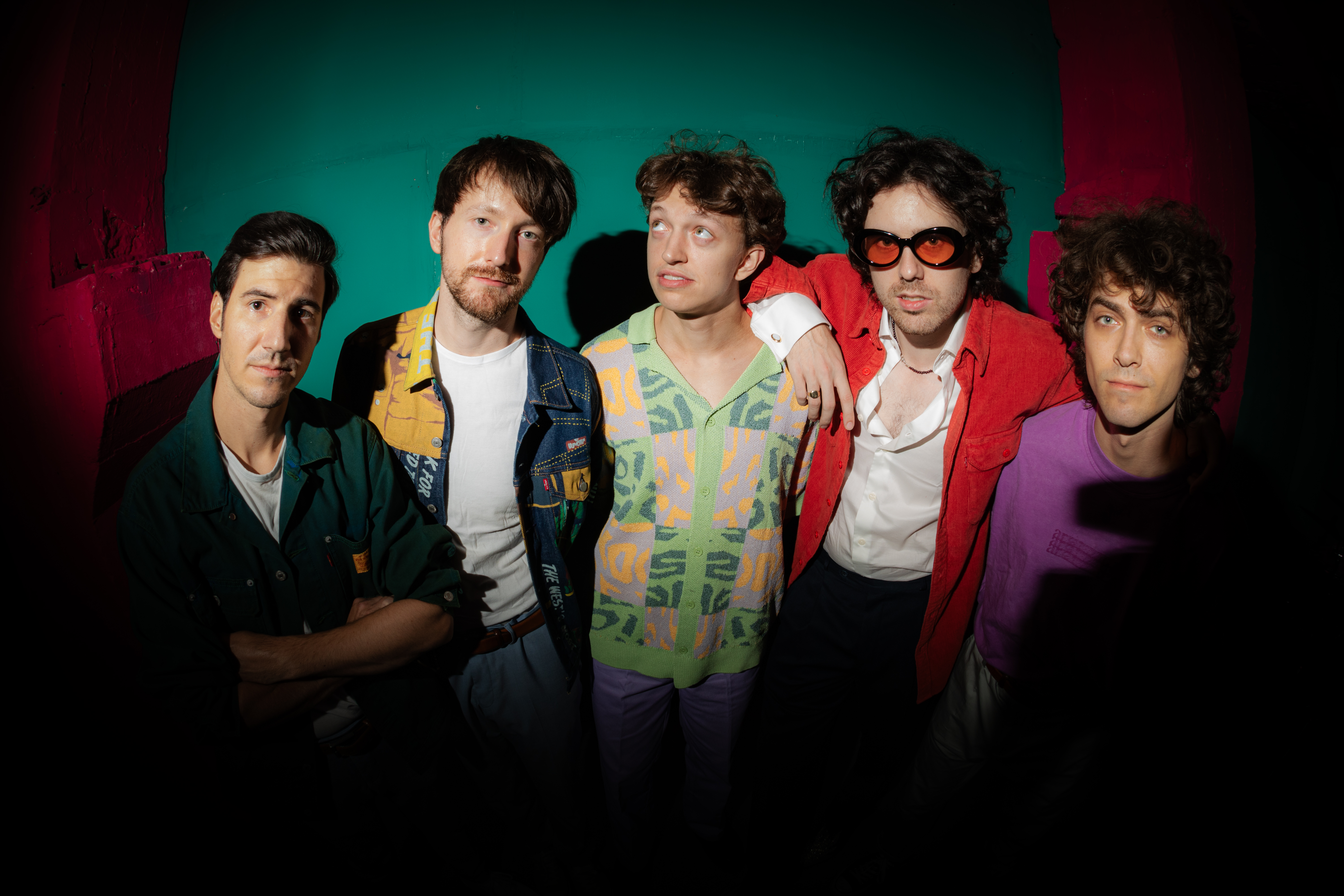
The Silver Spoons při natáčení singlu That Girl

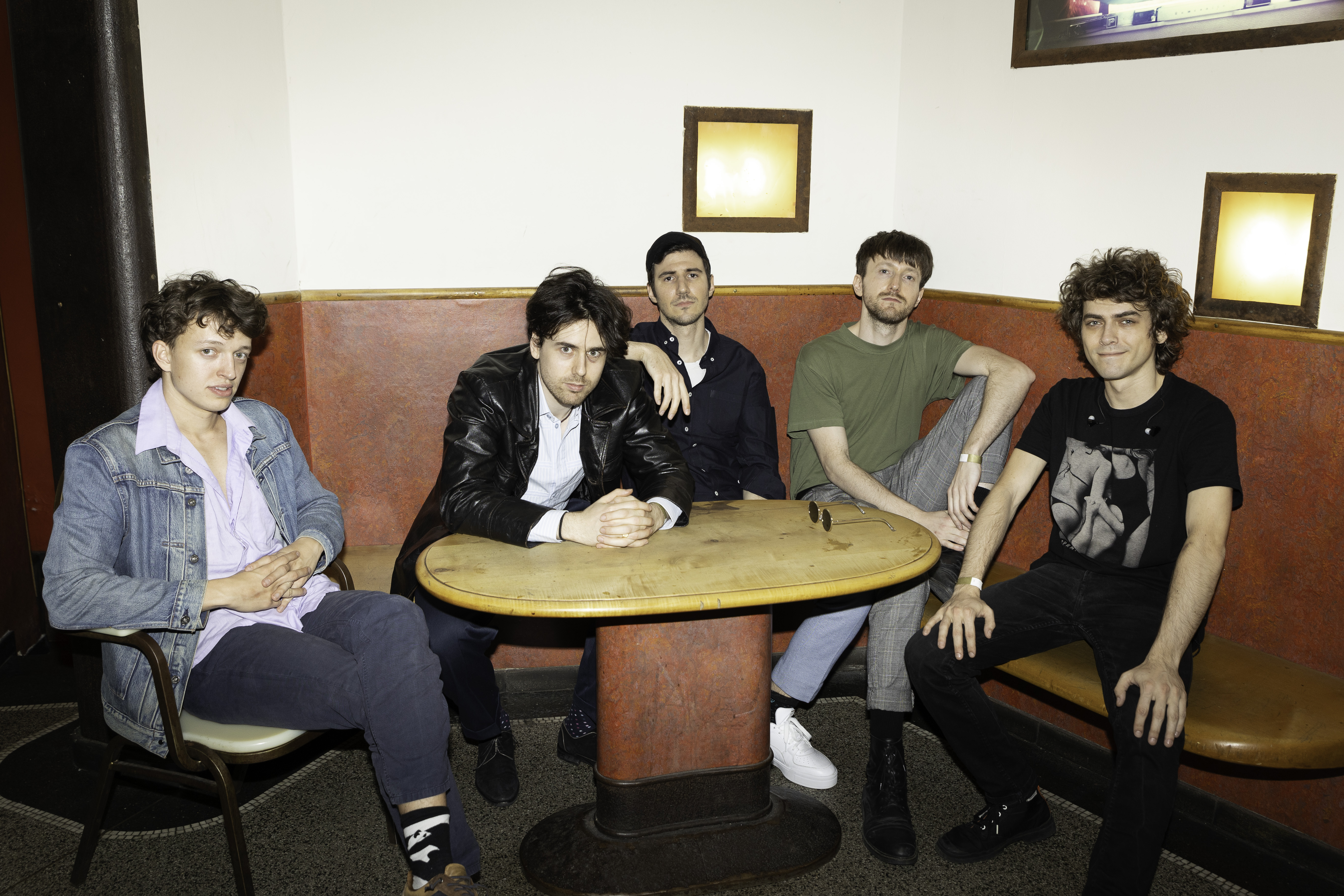
The Silver Spoons v Paláci Akropolis během jejich It's Alright Tour v roce 2024.

## Diskografie

### Alba
- Come and Get It
- GroundBreaking Senses

### Demo alba
- Man in the Making EP

### Singly
- He's Got My Money Now ()
- I Need a Woman
- Brain Issues ()
- Empty Pockets ()
- That Girl feat. Deaf Heart ()